# مارتین برگ
مارتین برگ (به آلمانی: Martin Berg) (زاده ۴ آوریل ۱۹۰۵ - مرگ ۲ آوریل ۱۹۶۹) یک ژنرال آلمانی در دوره رایش سوم و از ۱۷ سپتامبر ۱۹۴۴ تا ۱۰ دسامبر ۱۹۴۴ فرمانده لشکر ۲۰۷ پیاده ورماخت بود.